# Zdunje
Zdunje (makedonsky: Здуње, albánsky: Zdunjë, turecky: Zduyna) je vesnice v Severní Makedonii. Nachází se v opštině Gostivar v Položském regionu.

## Demografie
Podle sčítání lidu z roku 2021 žije ve vesnici 1 410 obyvatel:
- Albánci – 730
- Turci – 676
- Makedonci – 619
- Srbové – 1
- ostatní – 71